# Luis Ernesto Pérez
Luis Ernesto Pérez Gómez (Città del Messico, 12 gennaio 1981) è un ex calciatore messicano, di ruolo centrocampista.